# Endophloeus spinulosa
Endophloeus spinulosa là một loài bọ cánh cứng trong họ Zopheridae. Loài này được Latreille miêu tả khoa học năm 1807.